# Милованов, Константин Александрович
Константин Александрович Милованов — советский государственный и политический деятель, председатель Оренбургского областного исполнительного комитета. 

## Биография
Родился в 1897 году. Член ВКП(б) с 1925 года.
С 1933 года - на общественной и политической работе. В 1933-1947 гг. — 1-й секретарь Пловского районного комитета ВКП(б) Московской области, председатель Исполнительного комитета Оренбургского - Чкаловского областного Совета, председатель Исполнительного комитета Орского городского Совета, председатель Исполнительного комитета Алма-Атинского городского Совета.
Избирался депутатом Верховного Совета СССР 1-го созыва.